# Droga śmierci Wołożyn-Tarasowo
Droga śmierci Wołożyn-Tarasowo – szlak kaźni osób osadzonych w więzieniu w Wołożynie, których po wybuchu wojny niemiecko-sowieckiej NKWD usiłowało odeskortować na wschód. Ewakuacja rozpoczęła się w nocy z 24 na 25 czerwca 1941 roku. Zakończyła się niespełna dwa dni później, gdy niemal wszyscy więźniowie zostali rozstrzelani przez eskortę w lesie tarasowskim nieopodal Mińska. Była to jedna z wielu tzw. masakr więziennych, dokonanych przez NKWD latem 1941 roku.

## Geneza
Wołożyn, przed wojną miasto powiatowe w województwie nowogródzkim, od września 1939 roku znajdował się pod okupacją ZSRR. Osoby aresztowane przez sowiecki aparat bezpieczeństwa były osadzane w piwnicach byłych koszar Korpusu Ochrony Pogranicza, w których po rozpoczęciu okupacji urządzono więzienie oraz siedzibę lokalnej placówki NKWD. Więzienie w Wołożynie miało charakter więzienia śledczego. Było jednym z siedmiu sowieckich więzień funkcjonujących na terenie obwodu baranowickiego; w oficjalnych dokumentach określano je mianem „więzienia nr 12”. W jego celach przetrzymywano przeciętnie około 200 więźniów.
22 czerwca 1941 roku nazistowskie Niemcy dokonały inwazji na Związek Radziecki. Pierwsze tygodnie wojny miały bardzo pomyślny przebieg dla strony niemieckiej. Dywizjom Wehrmachtu udało się bowiem rozbić wojska nadgranicznych okręgów wojskowych ZSRR, a następnie wedrzeć się w głąb sowieckiego terytorium. Szczególnym powodzeniem uwieńczone zostało niemieckie natarcie na Białorusi, gdzie w ciągu niespełna dwóch tygodni okrążono i doszczętnie rozbito sowiecki Front Zachodni.
Wobec szybkich postępów niemieckiego natarcia NKWD przystąpiło do likwidacji więźniów politycznych przetrzymywanych w strefie działań wojennych. Latem 1941 roku w więzieniach i aresztach na Kresach Wschodnich zamordowano od 20 tys. do 30 tys. osób.  Charakterystyczne dla likwidacji więzień na terenach dzisiejszej Białorusi stały się zwłaszcza tzw. marsze śmierci, w których trakcie więźniów wyprowadzano z cel, po czym w letnim upale przez wiele dni pędzono pieszo na wschód. W wyniku prowadzonej w ten sposób „ewakuacji” więźniowie masowo umierali z wyczerpania, głodu i pragnienia, ginęli w nalotach niemieckiego lotnictwa, byli mordowani przez konwojentów.

## Przebieg ewakuacji
Z wykazów odnalezionych w sowieckich archiwach wynika, że stan osadzonych w wołożyńskim więzieniu na dzień 10 czerwca 1941 roku wynosił 143 osoby. Inny dokument NKWD z czerwca 1941 roku, dotyczący planowanej ewakuacji więzienia, podaje natomiast, że ewakuacją zamierzano objąć 141 więźniów.
Likwidacja więzienia rozpoczęła się w nocy z 24 na 25 czerwca 1941 roku. Zwolniono wówczas wszystkich więźniów kryminalnych. Więźniów politycznych, w liczbie około stu, uformowano natomiast w kolumnę i pognano pieszo na wschód. Szlak przemarszu wiódł przez Pierszaje i Raków w kierunku Mińska. Do południa 26 czerwca kolumna zdołała przebyć około 60 kilometrów. Dwie godziny później, gdy więźniowie znajdowali się już niespełna 12 kilometrów od Mińska, kolumnę skierowano do lasu nieopodal wsi Tarasowo.
W niewielkim wąwozie więźniom polecono usiąść, rzekomo w celu odpoczynku. Rozstawiono ich w rzędach po 7–10 osób, tworzących swoisty czworobok. Więźniowie musieli przy tym usiąść w ten sposób, aby jeden siedział między nogami drugiego, podczas gdy ten obejmował go rękoma. W międzyczasie za plecami więźniów ustawiono dwa karabiny maszynowe. W pewnym momencie kilkanaście osób zorientowało się, że enkawudziści czynią przygotowania do egzekucji i podjęło udaną próbę ucieczki. Pozostałych skoszono seriami broni maszynowej. Ofiary dające oznaki życia były dobijane przez konwojentów.
W wyniku masakry poniosło śmierć około 100 więźniów. Znane są nazwiska piętnastu osób, którym udało się uciec z miejsca kaźni. Dwie z nich zaginęły w drodze powrotnej na zachód, jedna zmarła z powodu odniesionych ran już po powrocie do domu.
Prawdopodobnie bezpośrednią przyczyną, dla której enkawudziści zdecydowali się wymordować więźniów, było zajęcie Mińska przez wojska niemieckie i spowodowana tym blokada dróg ewakuacyjnych na wschód.